# Wade Elliott
Wade Patrick Elliott est un footballeur anglais né le 14 décembre 1978 à Southampton. Il évolue actuellement au poste de milieu. Il a auparavant joué pour Birmingham City entre 2011 et 2014, le Association Football Club Bournemouth entre 2000 et 2005 et Burnley, de 2005 à 2011.
Le 10 mai 2014 il est libéré par Birmingham City.

## Palmarès
- Bristol City
  - Football League Trophy : 2015
  - Vainqueur de la League One (D3) en 2015